# Stilbus notabilis
Stilbus notabilis is een keversoort uit de familie glanzende bloemkevers (Phalacridae). De wetenschappelijke naam van de soort werd in 1901 gepubliceerd door Henry Clinton Fall.